# 東ベルリン事件
東ベルリン事件（ひがしベルリンじけん）は、1967年7月に韓国中央情報部がヨーロッパ在住の韓国人教授・留学生を、東ベルリンの在東独北朝鮮大使館と接触し韓国に対する北朝鮮のスパイ活動や北朝鮮訪問を行っていた嫌疑で大量に逮捕した事件。西ドイツ拉致事件(西独拉致事件)、韓国留学生の大量蒸発事件とも呼ぶ。
国家情報院が2005年2月から再調査を行い、2006年1月に「事件は捏造でなかったものの、被疑者に対し強引なスパイ罪の適用があった」との結果報告を発表した。

## 事件の経緯
1967年7月8日、韓国中央情報部（KCIA）は東ドイツ駐留の北朝鮮大使館と接触した194人の韓国人を逮捕したと発表し、容疑者達が行った「事件」の概要を説明した。KCIAの調査によれば、1958年9月5日から1967年5月20日までの間に、ヨーロッパ、特に西ドイツへと留学していた大学教授・留学生を中心とする194人の韓国人が、東ベルリンを拠点とする駐東ドイツ北朝鮮大使館と居留地を往来しながら、北朝鮮の工作員と接触していた。そして、このうち7人はモスクワ経由で平壌を訪問し、李孝淳・徐哲など朝鮮労働党の対南工作事業の幹部たちと面会して工作指令を受けていた、とされる。
この事件は、画家の李應魯や作曲家の尹伊桑などの著名な芸術家を含め、多くの学者や学生達が係わったとされたことから、韓国内外で大きな物議をかもした。また、当時の韓国は西ドイツと犯人引導協定を結んでいなかったことから、KCIAの捜査官達が直接西独へと赴き、「任意同行形式」を装った不法連行で尹伊桑ら17人を帰国させた。そのため、韓国は一時期西ドイツとの間で17人の身柄を巡る外交問題を抱え、両国関係で窮地に立たされることとなった。
KCIAの「事件」公表後、事件に関してさまざまな疑惑が提起されたにもかかわらず、容疑者194人のうち107人は韓国当局によって「スパイ罪」で立件され、死刑や無期懲役といった有罪重刑判決をことごとく宣告された。韓国当局による一連の行動は、韓国国内外の世論から強く非難され、同時に西独は韓国に帰国させられた韓国人の「原状回復」を強く求めた。これを受けた韓国当局は、事件の捜査を早急に終結させるとともに、尹伊桑ら強制的に帰国させられた韓国人を元に戻すことで事件の幕引きを図り、当局への影響を沈静化させた。